# Коса всередині
Коса всередині — агітаційне гасло Блоку Юлії Тимошенко на позачергових парламентських виборах 30 вересня 2007. Імовірно, політтехнологи БЮТ запозичили слоган з легендарної реклами комп'ютерних процесорів виробництва компанії Intel - Intel Inside (Інтел усередині). У такій формі він має нагадувати про зачіску лідера блоку Юлії Тимошенко, яка укладає косу калачиком навколо голови. Гасло широко використовувалося у написах на футболках, сумках, кепках поряд з гаслами «ВірЮ», «Думаю», «Люблю», «Вийду заміж за БЮТівця», «Україна без Криму, як наречений без нареченої. Росія - подруга, знай своє місце», які активісти блоку роздавали виборцям; атрибутику з цим гаслом роздавали також делегатам передвиборного з'їзду блоку. Написи на одязі та аксесуарах наносилися в російському («коса внутри») та українському («коса всередині») варіантах.